# Sphaerolobium daviesioides
Sphaerolobium daviesioides är en ärtväxtart som beskrevs av Porphir Kiril Nicolai Stepanowitsch Turczaninow. Sphaerolobium daviesioides ingår i släktet Sphaerolobium och familjen ärtväxter. Inga underarter finns listade i Catalogue of Life.